# Kabinett Sandu
Das Kabinett Sandu bildete vom 8. Juni 2019 bis zum 14. November 2019 die Regierung der Republik Moldau. Es löste die Regierung Pavel Filip ab und wurde anschließend vom Kabinett Chicu abgelöst.

## Kabinettsmitglieder
| Amt                                                                 | Bild | Name                                   | Partei    |
| ------------------------------------------------------------------- | ---- | -------------------------------------- | --------- |
| Ministerpräsidentin                                                 |      | Maia Sandu                             | PAS       |
| Stellvertretender Ministerpräsident Innenminister                   |      | Andrei Năstase                         | PPDA      |
| Stellvertretender Ministerpräsident für Reintegration               |      | Vasilii Șova                           | PSRM      |
| Ministerin für Landwirtschaft, regionale Entwicklung und Umwelt     |      | Georgeta Mincu                         | Parteilos |
| Verteidigungsminister                                               |      | Pavel Voicu                            | PSRM      |
| Minister für Wirtschaft und Infrastruktur                           |      | Vadim Brînzan                          | Parteilos |
| Ministerin für Bildung, Kultur und Forschung                        |      | Liliana Nicolaescu-Onofrei             | PAS       |
| Finanzministerin                                                    |      | Natalia Gavrilița                      | PAS       |
| Minister für auswärtige Angelegenheiten und europäische Integration |      | Nicu Popescu                           | Parteilos |
| Ministerin für Gesundheit, Arbeit und Sozialschutz                  |      | Ala Nemerenco                          | Parteilos |
| Justizminister                                                      |      | Stanislav Pavlovschi bis 24. Juni 2019 | PPDA      |
| Justizminister                                                      |      | Olesea Stamate ab 24. Juni 2019        | Parteilos |
| Gouverneurin von Gagausien                                          |      | Irina Vlah                             | Parteilos |